# Erik Nissen
Erik Nissen es un deportista danés que compitió en taekwondo. Ganó una medalla de plata en el Campeonato Europeo de Taekwondo de 1984, en la categoría de –60 kg.

## Palmarés internacional
| Campeonato Europeo | Campeonato Europeo | Campeonato Europeo | Campeonato Europeo |
| Año                | Lugar              | Medalla            | Categoría          |
| ------------------ | ------------------ | ------------------ | ------------------ |
| 1984               | Stuttgart (RFA)    | Medalla de plata   | –60 kg             |